# Thé en Corée du Sud
Si l'histoire du thé en Corée du Sud remonte au VIIe siècle, le pays ne produit que peu de thé, essentiellement du thé vert haut de gamme, à destination principale de la consommation locale.

## Histoire

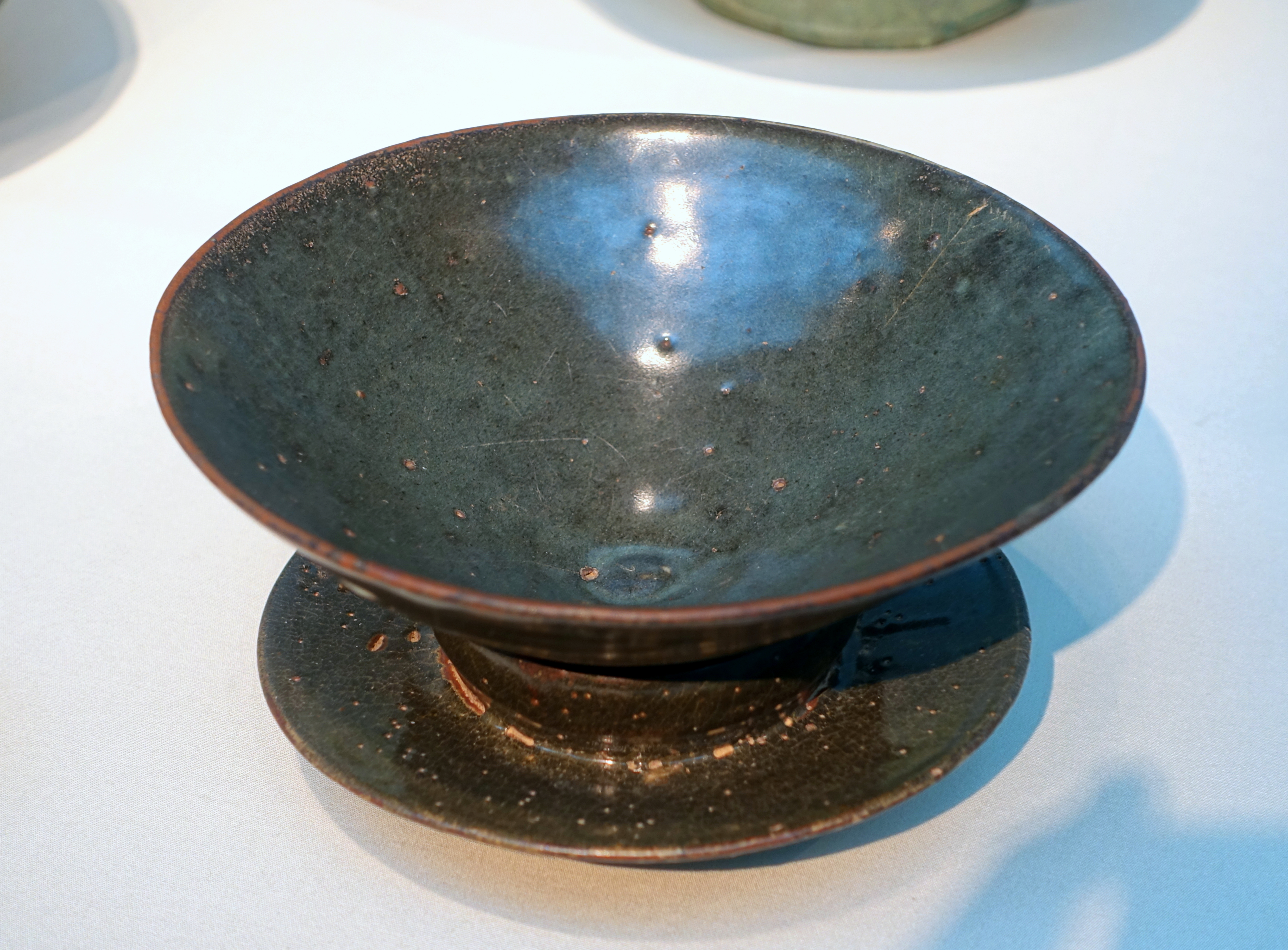
Bol à thé en céladon de la période Goryeo (1100 à 1150), conservé à la Freer Gallery of Art

Plusieurs versions existent quant à l'introduction du thé en Corée. La plus ancienne la fait revenir au début du VIIe siècle lors du règne de la reine Seondeok, par des moines partis étudier les textes du Bouddha en Chine. Une autre rapporte que Kim Dae Ryeum, ambassadeur du roi de Corée Heungdeok (en), l'aurait rapporté de la cour des Tang en 828 en cachant des graines de théiers dans les plis de sa robe,. Heungdeok aurait ordonné la plantation de ces graines sur les pentes du Jirisan ; depuis, les thés produits dans le comté de Hadong sont aussi appelés « thés des rois ». 
Il demeure une boisson de monastère bouddhiste jusqu'à l'époque du royaume de Goryeo, où sa consommation se répand dans les palais royaux, puis dans la population générale. Cette période correspond aussi à la création du Dado, un rituel d'offrande du thé au Bouddha. Le thé est aussi offert dans les monastères aux esprits des ancêtres, aux dirigeants et aux moines. La formation des cadres de la nation coréenne comprenait une initiation au Dado.  L'engouement des classes dirigeantes pour la boisson, mais aussi pour les services à thé en céladon est tel que le ministre Choi Sung-Ro envisage de simplifier la cérémonie du thé afin de réduire les dépenses. 
Celle-ci est remplacée, sous l'influence du confucianisme, par une offrande de vin lors de la période Joseon. Durant cette période, le thé tombe en désuétude car associé au bouddhisme vu comme une importation étrangère. Les pavillons d'initiation au Dado sont abandonnés. L'invasion japonaise des années 1590 renforce cette destruction de la culture du thé. Jusqu'en 1870, la consommation de thé est limitée à une liste de trente-sept monastères, comme aide à la méditation. À la place du thé se développe une culture d'une multitude d'infusions. 
L'auteur Hanjae Yi Mok rédige à la fin du XVe siècle une publication sur le thé, Rapsodie du thé, mélange d'une transcription du Classique du thé de Lu Yu et de considérations personnelles sur le taoïsme. Cet ouvrage n'est publié qu'en 1631, plus d'un siècle après sa mort. Une littérature autour du thé se développe lors de la dynastie des Yi :  au XVIIIe siècle, le moraliste, poète et ministre Jeong Yak-yong est envoyé en exil dans les plantations de thé ; il y écrit des ouvrages politiques signés « Montagne du thé ». Son élève, Choi-I rédige deux ouvrages sur le thé : Chant du thé au Pays de l'Est et Mythologie du thé. 
Lors de la colonisation japonaise, cet usage disparaît quasiment et n'est plus réalisé que par quelques moines isolés; la production du thé augmente pourtant, à la fois pour la consommation du Japon mais aussi pour convertir les Coréens à la culture japonaise. La redécouverte du thé après 1945 est une manière pour les Coréens de se réapproprier leur patrimoine; elle est notamment le fait du moine Hyo-dang Choi Beom-sul, qui a aussi fortement participé au mouvement d'indépendance. Ce renouveau est particulièrement marqué à partir des années 1960. Hyo-dang Choi Beom-sul introduit un nouveau style de cérémonie du thé inspiré du zen et fonde en 1976 l'Association coréenne pour la voie du thé. 
De fortes gelées lors des années 1970 détruisent une partie des plantations, dont l'expansion repart ensuite.

## Production

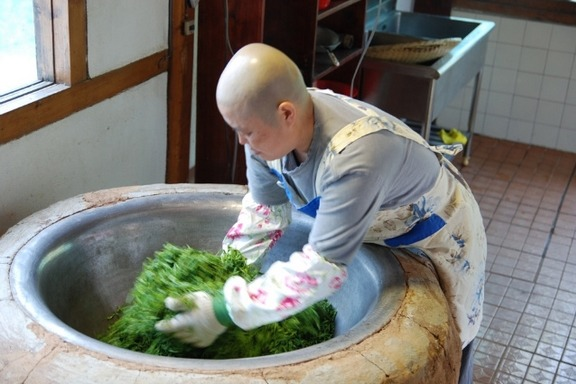
Rôtissage des feuilles de thé à Daejeon

Le thé est cultivé en Corée du Sud en 2012 sur 2 400 hectares, situés à l'ouest de Hadong (40% de la production), à l'ouest de Boseong, et sur l'île de Jeju, pour une production de 3000 tonnes.
La moitié des plantations de Boseong appartiennent à l'État, l'autre à des acteurs privés.
Les thés coréens sont quasiment tous des thés verts récoltés au printemps, à l'exception du Jukro. Ce sont des thés orthodoxes et haut de gamme.
Début avril est récolté, en ne cueillant que le bourgeon et la première feuille, le Jeoncha, un thé vert étuvé proche du Sencha, et le Woojeon. À la mi-mai est récolté le Sejak, en cueillant cette fois-ci le bourgeon et les deux premières feuilles.
Une spécialité de Corée est le thé okrok, qui combine deux torréfactions successives, la première à la vapeur, comme au Japon, et la seconde par rôtissage, comme c'est le cas en Chine.
Dans la région de Jeonnam est aussi produit du thé en poudre, parfois appelé Malcha, moins ombragé que son homologue japonais, le matcha, ce qui lui donne un goût plus herbeux et moins sucré et umami.
Depuis les années 1970 est produit un thé oolong, le Hwang-cha.

## Commerce
Le thé exporté transite par le port de Pusan.

## Consommation

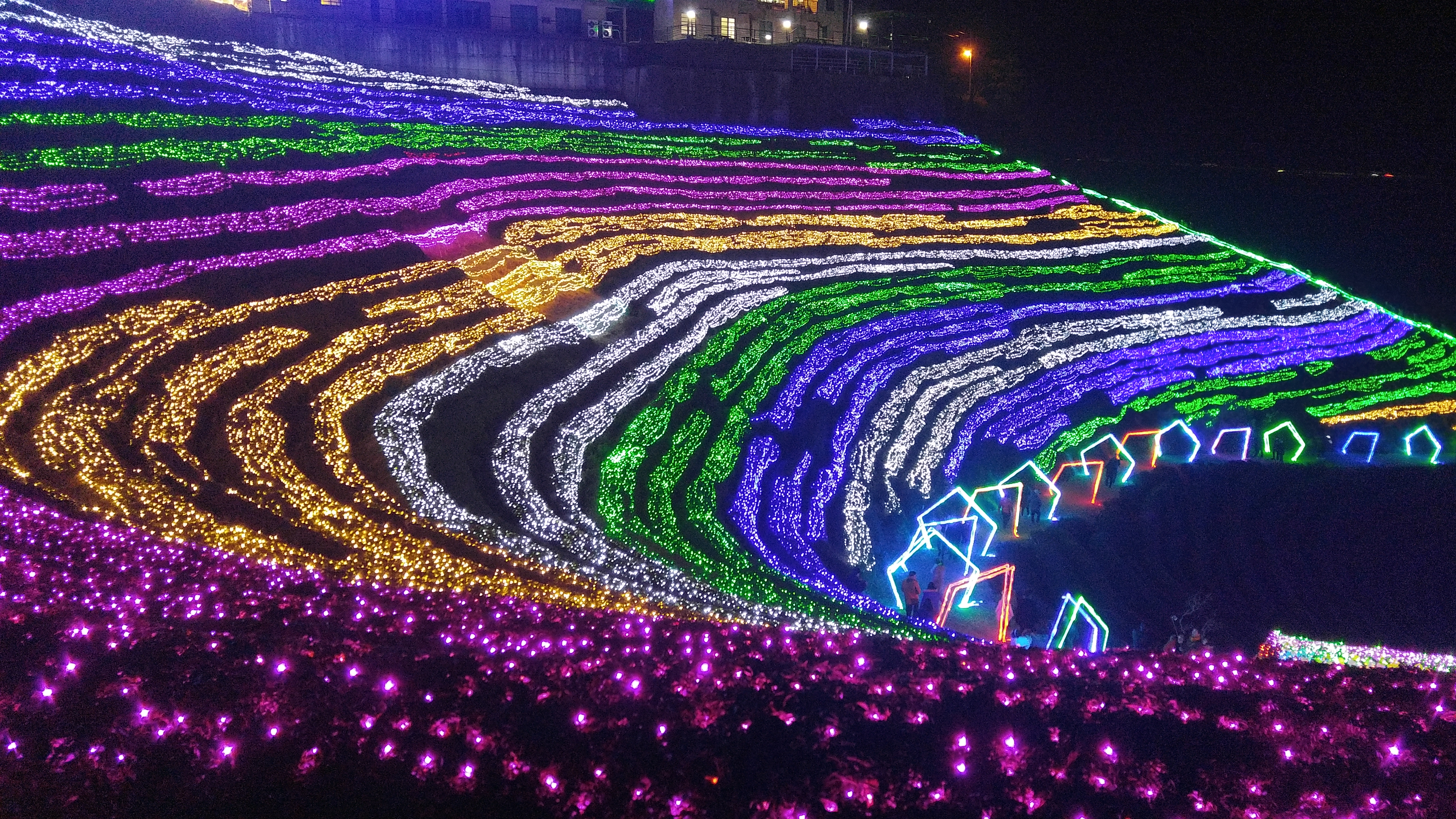
Festival des lumières de la plantation de thé de Boseong

Le thé est peu consommé en Corée du Sud, ce qui ne l'empêche pas d'avoir une grande importance culturelle. Ils sont offerts ou consommés lors de grands évènements, selon un cérémonial raffiné inspiré du Dado. Chaque année a lieu, en mai, le festival du thé de Hadong. 
Le thé est aussi un produit touristique. Dans la région de Boesong, celui-ci est consommé non seulement comme boisson, dans des glaces ou comme addictif dans des snacks, mais aussi sous forme de bains à l'eau de mer et aux feuilles de thé. 
Le tourisme du thé sur Jeja accueille de nombreux visiteurs japonais et chinois, où un centre d'interprétation de la culture du thé est couplé à une base de loisirs. Le thé de Jeja est aussi exploité pour en faire des produits cosmétiques. 

## Représentation
Une représentation commune du thé par les Coréens est résumée par la formule « Les Chinois se concentrent sur l'arôme, les Japonais sur la couleur, les Coréens sur le goût ».